# José Lello
Pour les articles homonymes, voir Lello, Ribeiro et Almeida (homonymie).
José Manuel Lello Ribeiro de Almeida, né le 18 mai 1944 à Porto et mort le 14 octobre 2016 à Porto, est un homme politique portugais membre du Parti socialiste (PS). Il est ministre de la Jeunesse et des Sports entre 2000 et 2002.

## Biographie

### Une jeunesse politique
Ingénieur mécanicien de formation, il est élu dès 1976, à seulement 22 ans, à l'assemblée municipale de la ville de Porto.
Il est investi en douzième position sur la liste socialiste dans le district de Porto pour les élections législatives anticipées du 25 avril 1983. Il est alors élu député à l'Assemblée de la République.
Bien qu'il n'ait pas été réélu au cours du scrutin anticipé du 6 octobre 1985, il revient siéger au Parlement en cours de législature et devient vice-président du groupe PS. Aux élections anticipées du 19 juillet 1987, il est remonté en sixième position et conserve son mandat parlementaire. Il conserve ses fonctions au sein du groupe parlementaire jusqu'en 1992, mais abandonne l'assemblée municipale de Porto en 1989.

### Un membre des gouvernements Guterres
Après la victoire du PS aux élections législatives du 1er octobre 1995, il est nommé secrétaire d'État, chargé des Communautés portugaises auprès du ministre des Affaires étrangères Jaime Gama. Les socialistes conservant le pouvoir au scrutin parlementaire du 10 octobre 1999, il est reconduit dans ses fonctions.
Le 12 décembre 2000, le Premier ministre António Guterres le choisit comme nouveau ministre de la Jeunesse et des Sports en remplacement d'Armando Vara, contraint à la démission.

### Un cadre du Parlement
À l'occasion des élections législatives anticipées du 17 mars 2002, il est placé en deuxième position sur la liste emmenée par Alberto Martins dans le district de Porto. En 2007, il se voit porté à la présidence de l'Assemblée parlementaire de l'OTAN, un poste qu'il occupe un an. À la suite des élections du 27 septembre 2009, il est désigné vice-président de la commission de la Défense nationale.